# مقاطعة واين (ميزوري)
مقاطعة واين (بالإنجليزية: Wayne County, Missouri)‏ هي إحدى مقاطعات ولاية ميزوري في الولايات المتحدة. تأسست سنة 1818، بلغ عدد سكانها 13521 نسمة في عام 2010 حسب إحصاء مكتب تعداد الولايات المتحدة وتصل الكثافة السكانية فيها 6.7 نسمة/كم2.

## وصلات خارجية
- United States Counties